# US-amerikanische Badmintonmeisterschaft 1953
Die US-amerikanische Badmintonmeisterschaft 1953 fand im Frühjahr 1953 in Boston statt. Es war die 13. Auflage der nationalen Titelkämpfe im Badminton in den USA.

## Titelträger
| Disziplin    | Sieger                 |
| ------------ | ---------------------- |
| Herreneinzel | David G. Freeman       |
| Dameneinzel  | Ethel Marshall         |
| Herrendoppel | Joe Alston Wynn Rogers |
| Damendoppel  | Judy Devlin Sue Devlin |
| Mixed        | Joe Alston Lois Alston |